# Saint-Pé-d’Ardet
Saint-Pé-d’Ardet – miejscowość i gmina we Francji, w regionie Oksytania, w departamencie Górna Garonna.
Według danych na rok 1990 gminę zamieszkiwało 116 osób, a gęstość zaludnienia wynosiła 33 osób/km² (wśród 3020 gmin regionu Midi-Pireneje Saint-Pé-d’Ardet plasuje się na 947. miejscu pod względem liczby ludności, natomiast pod względem powierzchni na miejscu 1609.).